# Wikariat apostolski Paksé
 Wikariat apostolski Paksé – rzymskokatolicki wikariat apostolski w Laosie. Podlega bezpośrednio pod Stolicę Apostolską.

## Historia
Powstał w 1967.

## Biskupi
- Jean-Pierre Urkia MEP (1967–1975)
- Thomas Khamphan (1975–2000)
- Louis-Marie Ling Mangkhanekhoun (2001–2017) kreacja kardynalska w 2017
- Andrew Souksavath Nouane Asa (od 2022)